# Herb Samoa

Herb Samoa

Herb Samoa został przyjęty w dniu 1 czerwca 1962 roku kiedy kraj uzyskał swoją niepodległość, jako Samoa Zachodnie. Samoa było pierwszym krajem polinezyjskim, który przywrócił niepodległość w XX wieku. Inspirowany jest symbolem Organizacji Narodów Zjednoczonych.

## Blazonowanie
- W tarczy srebrnej dzielonej w pas dwiema falami, z granatowym skrajem, na polu pierwszym trzy rzędy zielonych fal i palma z trzema kokosami, na polu drugim, granatowym 5 srebrnych gwiazd ułożonych w Krzyż Południa
- w klejnocie granatowy, promieniujący na czerwono krzyż łaciński
- za tarczą znajduje się siatka kartograficzna
- po obu stronach znajdują się gałązki oliwne, po siedem liści każda.
- dewiza: Faʻavaei le atua Samoa (sam.: Samoa jest założone na Bogu)

## Znaczenie
Gałązki oliwne symbolizują pokój. Zaczerpnięta z symbolu ONZ siatka kartograficzna odnosi się do czasów kiedy Samoa było terytorium powierniczym. Krzyż odnosi się do dominacyjnego w kraju chrześcijaństwa. Palma na tle fal symbolizuje wyspy Samoa.  Krzyż Południa wskazuje na położenie państwa na półkuli południowej.

## Historyczne herby

Herb Królestwa Samoa 1873–1900
Oficjalny herb Samoa Niemieckiego
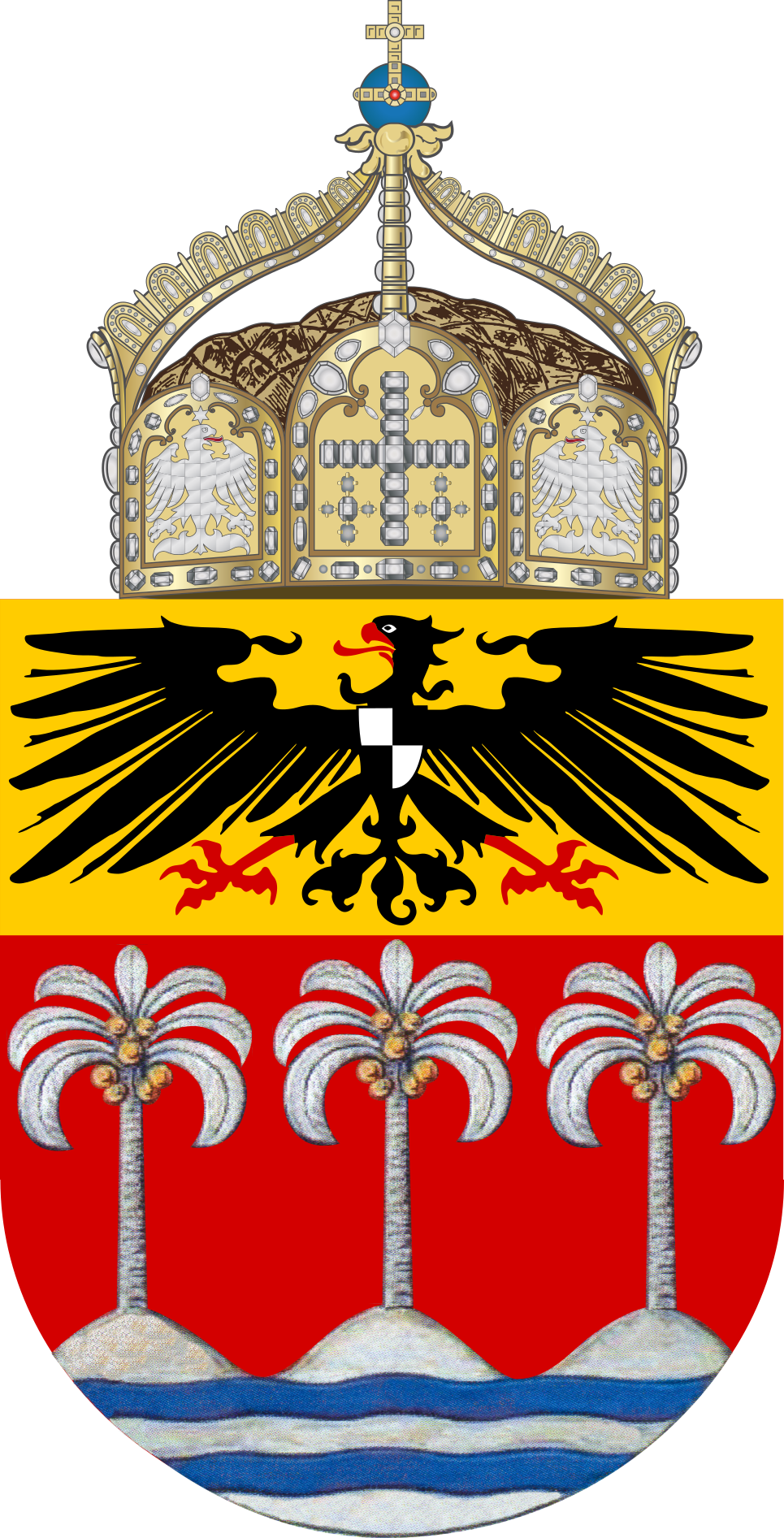
Propozycja z 1914 roku
Odznaka terytorium powierniczego Samoa Zachodniego od 1925 do 1951.
Herb od 1951 do niepodległości w 1962 roku

W 1914 wykonano szkice herbów i flag dla kolonii niemieckich, w tym niemieckiego Samoa. Jednak I wojna światowa wybuchła przed ukończeniem projektów i symboli nigdy nie wprowadzono. Po przegranej wojnie Niemcy straciły wszystkie swoje kolonie.